# Hydroptila cortensis
Hydroptila cortensis är en nattsländeart som beskrevs av Martin E. Mosely 1937. Hydroptila cortensis ingår i släktet Hydroptila och familjen smånattsländor. Inga underarter finns listade i Catalogue of Life.